# Bakóvár
Bakóvár, 1910-ig Bachóvár (Bakovár, románul: Bacova, németül: Bakowa) falu Romániában, a Bánságban, Temes megyében.

## Fekvése
Temesvártól 24 km-re délkeletre található.

## Nevének eredete
Nevét a kincstári erdőbirtok betelepítését megszervező kerületi biztosról, Bachó Jánosról kapta.

## Története
1783–1786-ban száz sváb telepes család alapította. 1795-ben 35 felső-magyarországi magyar család, később szlovákok települtek be, de legnagyobb részük továbbköltözött. Helyükre 1820-ban csehországi német és cseh és szlovák földművesek és iparosok költöztek. A többi nemzetiség a németséghez asszimilálódott.
A 19. század közepétől virágzásnak indult bortermelése (rajnai rizling, ottonel muskotály, oportó, siller fajták). A filoxéra idején az Amerikában dolgozó bachóváriak onnan hoztak ellenálló szőlőtöveket. Mára a németek elköltözésével a bortermelés is megszűnt.
1921-ben a román földreform idején román telepeseknek osztottak ki földeket, de többségük az 1950-es évekig visszaköltözött szülőfalujába. A szocializmus idején csak német tannyelvű iskolája működött, oda jártak a román gyerekek is.
1945-ben 438 sváb lakóját hurcolták kényszermunkára a Krasznodar környéki szénbányákba, közülük 57-en haltak meg ott. Az 1980-as–90-es években a svábok többsége Németországba települt.

## Népessége
- 1900-ban 2099 lakosából 1971 volt német, 71 magyar, 39 román és 14 szlovák anyanyelvű; 2005 római katolikus, 34 ortodox és 13 evangélikus vallású.
- 2002-ben 1312 lakosából 1312 volt román, 105 német, 50 magyar, 36 cigány, 21 szlovák és 13 ukrán nemzetiségű; 1099 ortodox, 219 római katolikus, 136 pünkösdista, 30 baptista és 16 református vallású.

## Látnivalók
- Római katolikus temploma neogótikus stílusban, 1865 és 1867 között épült.

## Képek

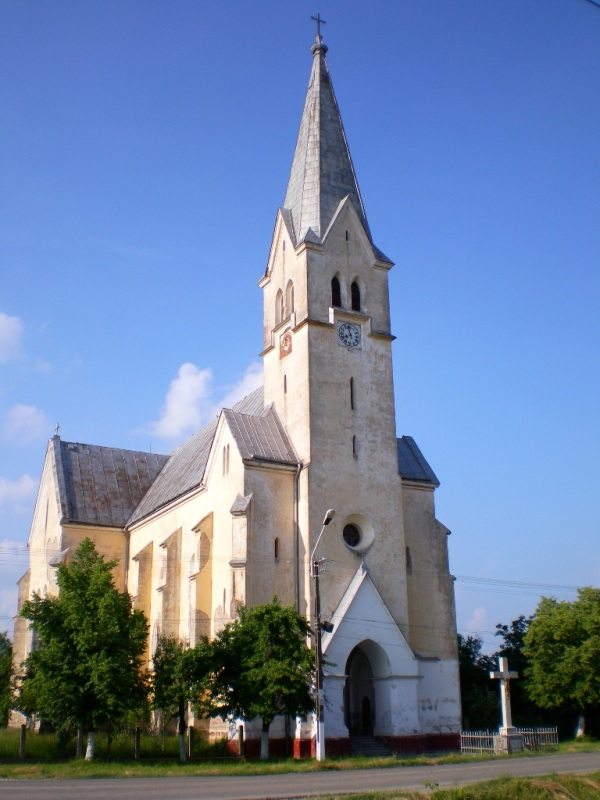
A római katolikus templom
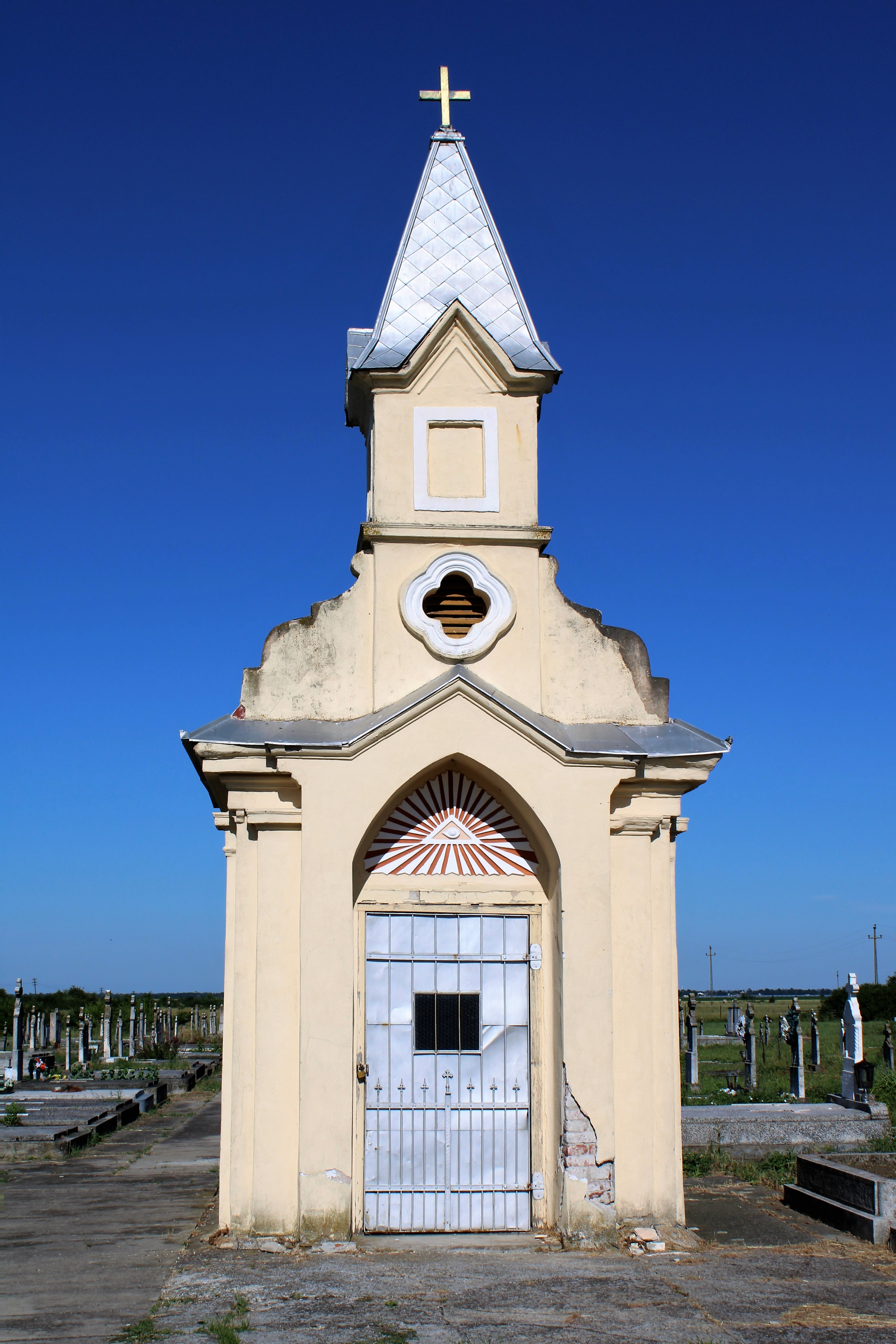
Temetőkápolna